# Abbey Road Studios

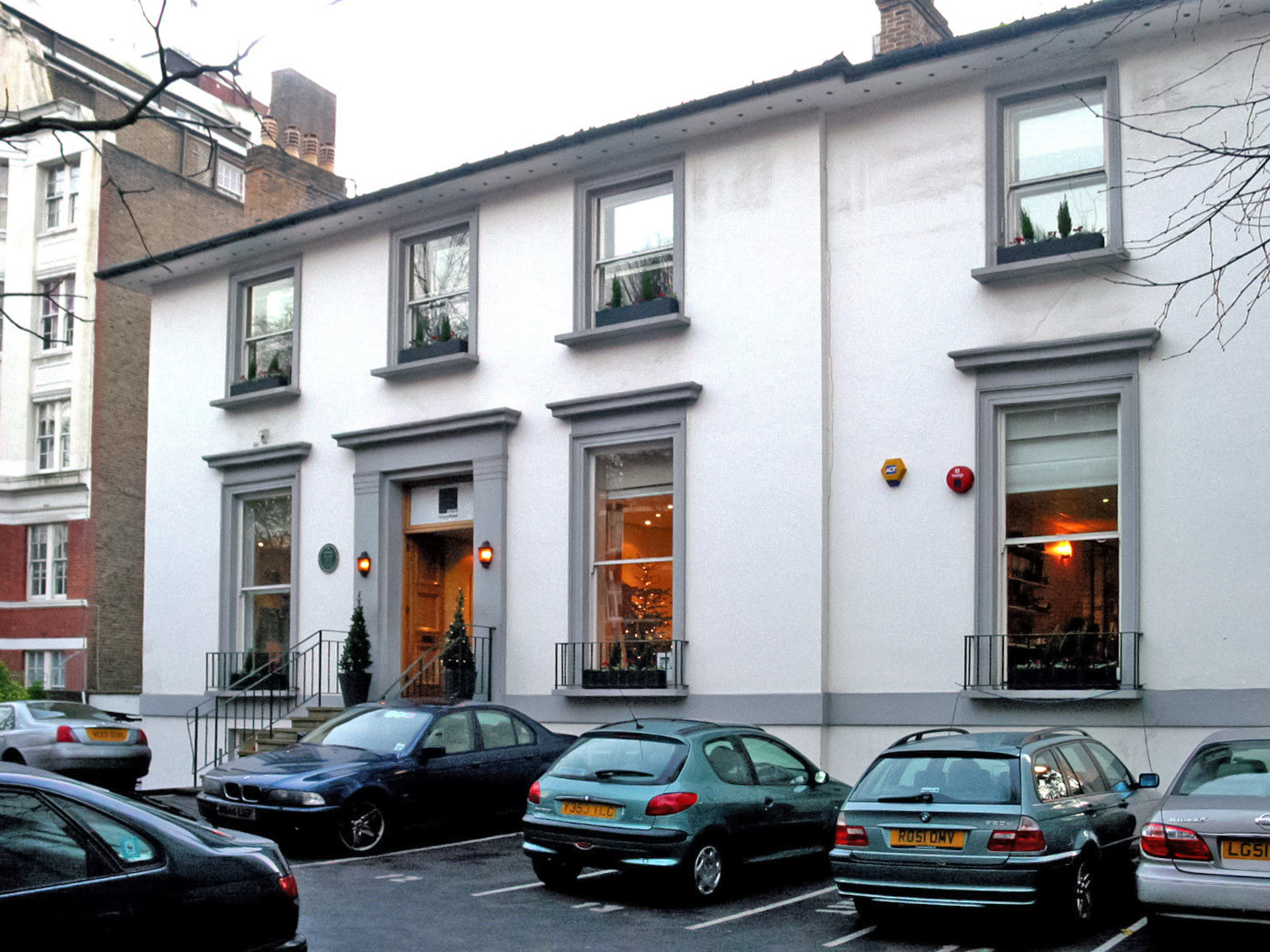
Abbey Road Studios tháng 12 năm 2005

Abbey Road Studios là phòng thu nằm ở địa chỉ số 3 phố Abbey, St John's Wood, thành phố Westminster, London, Anh. Nó được thành lập vào tháng 11 năm 1931 bởi Công ty Gramophone - công ty gốc của hãng EMI. Trong những năm 60-70, đây là nơi thu âm chính của các nghệ sĩ như Pink Floyd, The Beatles, The Hollies, Badfinger,...
Cuối năm 2009, phòng thu đã từng bị rao bán cho các nhà môi giới bất động sản. Tuy nhiên, chính phủ vẫn quyết định bảo trợ và công nhận phòng thu là di sản loại II của nước Anh vào năm 2010, cùng với đó là bảo vệ toà nhà khỏi mọi hành động phá hoại.